# إعادة زرع الأسنان
إعادة زرع الأسنان شكل من أشكال طب الأسنان الترميمي حيث يُعاد إدخال السن المندفع أو المخلوع وتثبيته في تجويفه من خلال مجموعة من إجراءات الأسنان. الغرض من إعادة زراعة الأسنان هو إيجاد حل لفقدان الأسنان والحفاظ على المظاهر الطبيعية للأسنان. بينما توجد اختلافات في الإجراء بما في ذلك، زرع الطعم الخيفي حيث يُنقل السن من فرد إلى فرد آخر من نفس النوع. تُعد هذه الممارسة غير فعالة إلى حد كبير بسبب التحسينات التي أُدخلت في مجال طب الأسنان وبسبب المخاطر والمضاعفات التي تتضمن انتقال الأمراض مثل مرض الزهري بالإضافة إلى عدم التوافق النسيجي، فضلًا عن انخفاض معدل نجاح الإجراء، ما أدى إلى التخلي عن ممارستها إلى حد كبير. يُعرف الزرع الذاتي، والمعروف باسم إعادة الزرع الذاتي في طب الأسنان، على أنه النقل الجراحي للسن من موقع إلى موقع آخر عند نفس الفرد. في حين ندرة استخدام زرع الأسنان الذاتي في طب الأسنان الحديث، لكنه يستخدم كشكل من أشكال الرعاية الاستباقية لمنع المضاعفات المستقبلية وحماية الأسنان الطبيعية في الحالات التي تكون فيها قناة الجذر والعلاجات اللبية الجراحية غير ناجحة. في السياق الحديث، غالبًا ما تشير زراعة الأسنان إلى إعادة ربط السن الدائم المندفع أو المخلوع في تجويفه الأصلي.

## تاريخيًا
أُجريت واحدة من أولى العمليات الجراحية المسجلة مع وجود تفاصيل حول إعادة زراعة الأسنان قام بها أمبرواز باريه في عام 1962. رغم ذلك، أُجريت تدخلات أسنان سابقة من هذا النوع ووثقت في إعلان القرن الحادي عشر من قبل الزهراوي الذي وصف إعادة الزراعة واستخدام الأربطة المركبة من أجل تجبير الأسنان المزروعة. يمكن إرجاع أقدم حالات زراعة الأسنان إلى مصر القديمة، إذ أجبر العبيد على إعطاء أسنانهم للفرعون. شهدت زراعة الأسنان استخدامًا إضافيًا في القرنين السابع عشر والثامن عشر في أوروبا، وأصبحت شائعة بالقرب من نهاية القرن الثامن عشر في معظم الأحيان على شكل زرع كامل. في كثير من الحالات، غالبًا ما يدفع المرضى الأثرياء الأكبر سنًا الذين تحطمت أسنانهم للفقراء من أجل قلع أسنانهم وإعادة زراعتها في أفواههم. حدث آخر لحالة مماثلة خلال الحروب النابليونية، إذ أجبر الجنود على التبرع بأسنانهم للضباط الذين فقدوا أسنانهم في المعركة. في عام 1685، كتب تشارلز ألين عن إعادة زراعة الأسنان في أول كتاب تعليمي لطب الأسنان باللغة الإنجليزية بعنوان «مشغّل الأسنان»، وشجع على إعادة زراعة الأسنان من الحيوانات إذ اعتبر أخذ الأسنان من الناس وزرعها «عملية غير إنسانية». في عام 1890، سلط شيف دي الضوء على دور الرباط حول اللثوي في التنبؤ طويل الأمد بحالة الأسنان المعاد زرعها. في عام 1955، سلط هامر إتش. الضوء على أهمية ترك الرباط اللثوي سليمًا على الأسنان المعاد زرعها عمدًا. في عام 1974، أظهر سفيك إم وهولندر إل ونورد سي أن استئصال لب الأسنان بعد إعادة الزرع كانت ضرورية من أجل منع ارتشاف الجذور وأثبتت أيضًا أن تخزين الأسنان المقلوعة في محلول ملحي يمكن أن يحسن نجاح زرعها.